# 祖納テレビ中継局
祖納テレビ中継局（そないテレビちゅうけいきょく）は、沖縄県八重山郡竹富町に設置されているテレビ中継局。開局当初は「租納」であったが、1980年代後半以降に「祖納」に改称された。ここでは同中継局に併設されている中波ラジオ放送外国波混信対策用放送中継局である祖納ラジオ中継局（そないラジオちゅうけいきょく）についても記載する。

## 概要

### 放送波の送受信
- テレビ放送は川平テレビ中継局から受信、与那国中継局へ伝送する。
- 民放ラジオは石垣中継局から受信し、与那国中継局へ伝送する。NHKラジオは、当局まで回線伝送している。

## 沿革
- 1967年12月22日 - 沖縄放送協会（OHK、現在のNHK沖縄放送局）が沖縄本島に先駆けて宮古・八重山地区でテレビ放送を開始、八重山テレビジョン放送局（KSGA）の中継局として開局（US10ch・100W）。
- 1972年5月15日 - 本土復帰によりOHKはNHK沖縄放送局となり、OHK八重山テレビジョン放送局（KSGA）からNHK宮古総合テレビジョン（JOVQ-TV）の中継局となる（チャンネルはUS10chのまま）。
- 1975年 - 沖縄本島 - 宮古島間に海底ケーブルが暫定開通し、NHKニュースなどNHKの一部番組が全国・沖縄本島と同時放送となる（ただしモノクロ）。
- 1976年12月22日 - 沖縄本島との海底ケーブルが開通。これによりNHKのテレビ放送が全国・沖縄本島と同時放送となり、総合テレビの中継局は宮古島から宮古総合テレビ（JOVQ-TV）から那覇本局からの沖縄総合テレビジョン（JOAP-TV）へと変わり、チャンネルもアメリカ式のUS10chから日本式の8chへ変更された。そして新たに教育テレビ（現：Eテレ）が開始された（教育テレビ 1ch・100W）。
- 1991年11月3日 - この年に起きた群発地震の影響で聴取エリアであるNHKラジオ第1放送の石垣中継局が夜間に受信しにくいのを踏まえ、AMであるラジオ第1放送をFMに変換しての中継局が開局（85.2MHz・10W）。
- 1993年12月16日 - 琉球放送（RBC）と沖縄テレビ（OTV）の沖縄県内民放テレビ2局が開局30年以上経過してようやく先島での放送が開始（RBC 23ch・OTV 25ch、映像出力はいずれも100W）。
- 1998年12月24日 - NHK与那国中継局へのテレビ伝送波が送信方法改善でSHFへ変更となり、同局テレビの映像出力を約1/3の30Wに減力（音声出力は7.5Wに）[1]。
- 2003年10月24日 - NHKラジオ第2放送の中継局をFM波で開局（83.1MHz・10W）。
- 2004年4月1日 - 琉球放送（RBCiラジオ）とラジオ沖縄（ROK）の沖縄県内民放AMラジオ2局が中波混信（難聴）解消のためFMによる中継局を開局（RBCi 83.9MHz・ROK 81.5MHz、出力はいずれも10W）。
- 2009年
  - 4月20日 - NHKが地上デジタルテレビジョン放送開始。
  - 10月21日 - 民放が地上デジタルテレビジョン放送開始。当初は5月の予定だったが、技術的トラブルにより先送りになった。また、QAB琉球朝日放送は開局14年目でデジタル放送開始。ようやく先島での放送開始となる。
- 2011年7月24日 - 地上アナログテレビジョン放送の中継局が廃局。

## 祖納テレビ中継局

### デジタルテレビ放送
| ID | 放送局名           | チャンネル 番号 | 空中線 電力 | ERP  | 偏波面   | 放送対象地域 | 放送区域 内世帯数 | 運用開始日      |
| -- | ------------------ | --------------- | ----------- | ---- | -------- | ------------ | ----------------- | --------------- |
| 1  | NHK 沖縄総合       | 17              | 1W          | 4.6W | 水平偏波 | 沖縄県       | 368世帯           | 2009年 4月20日  |
| 2  | NHK 沖縄教育       | 13              | 1W          | 4.6W | 水平偏波 | 全国         | 368世帯           | 2009年 4月20日  |
| 3  | RBC 琉球放送       | 32              | 1W          | 3.7W | 水平偏波 | 沖縄県       | 368世帯           | 2009年 10月21日 |
| 5  | QAB 琉球朝日放送   | 48              | 1W          | 3.7W | 水平偏波 | 沖縄県       | 368世帯           | 2009年 10月21日 |
| 8  | OTV 沖縄テレビ放送 | 42              | 1W          | 3.7W | 水平偏波 | 沖縄県       | 368世帯           | 2009年 10月21日 |

- 所在地： 竹富町西表[6]
- 放送区域： 竹富町の一部（西表島西部、鳩間島）
- NHK、民放ともに2009年2月25日に予備免許が交付された[2]。NHKは4月16日に本免許が交付され[3]、4月20日に運用を開始[3][4]、民放は10月20日に本免許が交付され[5]、10月21日に運用を開始した[5][4]。なお、QABはデジタル新局として開局した。

### アナログテレビ放送
| チャンネル 番号 | 放送局名           | 空中線 電力       | ERP                 | 偏波面   | 放送対象地域 | 放送区域 内世帯数 | 運用開始日                         |
| --------------- | ------------------ | ----------------- | ------------------- | -------- | ------------ | ----------------- | ---------------------------------- |
| 1               | NHK 沖縄教育       | 映像30W/ 音声7.5W | 映像200W/ 音声51W   | 水平偏波 | 全国         | 約350世帯         | 1976年 12月22日                    |
| 8               | NHK 沖縄総合       | 映像30W/ 音声7.5W | 映像195W/ 音声48W   | 水平偏波 | 沖縄県       | 約350世帯         | 1972年 5月15日 （1967年 12月22日） |
| 23              | RBC 琉球放送       | 映像100W/ 音声25W | 映像15kW/ 音声3.8kW | 水平偏波 | 沖縄県       | 約350世帯         | 1993年 12月16日                    |
| 25              | OTV 沖縄テレビ放送 | 映像100W/ 音声25W | 映像15kW/ 音声3.8kW | 水平偏波 | 沖縄県       | 約350世帯         | 1993年 12月16日                    |

（括弧内はOHKとしての運用開始日）
- 所在地： デジタルテレビ放送に同じ
- 2011年7月24日をもって全て廃止された。なお、QABにはチャンネルが割り当てられていなかった。

## 祖納ラジオ中継局
| 周波数 （MHz） | 放送局名       | 空中線 電力 | ERP | 偏波面 | 放送対象地域 | 放送区域 内世帯数 | 運用開始日      |
| -------------- | -------------- | ----------- | --- | ------ | ------------ | ----------------- | --------------- |
| 81.5           | ROK ラジオ沖縄 | 10W         | 32W | -      | 沖縄県       | -                 | 2005年 4月1日   |
| 83.1           | NHK 沖縄第2    | 10W         | 28W | -      | 全国         | -                 | 2003年 10月24日 |
| 83.9           | RBC 琉球放送   | 10W         | 32W | -      | 沖縄県       | -                 | 2005年 4月1日   |
| 85.2           | NHK 沖縄第1    | 10W         | 28W | -      | 沖縄県       | -                 | 1991年 11月3日  |

- 何れも本来はAMラジオ局だが、夜間における外国との混信を避けるため、FMでの中継局となっている。
- NHK-FM放送は西表島に中継局を設置しておらず、川平中継局でカバーしている。